# Harig schrijvertje
Het harig schrijvertje (Orectochilus villosus) is een keversoort uit de familie van schrijvertjes (Gyrinidae). De wetenschappelijke naam van de soort is voor het eerst geldig gepubliceerd in 1776 door Müller.
Antennen, poten en onderkant van het lichaam zijn oranje.  De bovenkant is harig.  Het is, in tegenstelling tot Gyrinus, een nachtdier.  Leeft op stromend water.